# Nişancı Mehmed Pascià
Nişancı Mehmed Pascià (Kayseri, ... – Gedda, 1728) è stato un politico ottomano di etnia armena.

## Biografia
Era figlio di Hacı Ali, che commerciava con l'Egitto. Nacque nel villaggio di Erkilet vicino a Kayseri.
Dopo aver svolto alcuni incarichi pubblici minori, si trasferì ad Istanbul. Iniziò a lavorare per Silahdar Süleyman Paşa, che seguì quando fu nominato governatore di Aleppo e gli rimase vicino in tutte le posizioni in cui fu nominato successivamente: caimacam nel 1710, gran visir nel 1712 e Capitan Pascià nel 1713. Durante questo ultimo incarico di Süleyman, Mehemed divenne il suo kethüda. Quando Silahdar Süleyman divenne governatore di Creta nel 1714, Mehemed si dimise dal suo incarico. Durante il gran visirsierato di Silahdar Damat Ali Pascià, fu nominato come vice capo dei Sipahi. 
Nel 1716 fu nominato Sanjak-bey di Ducagino, con l'incarico di radunare un esercito, con cui unirsi a quello del Gran Visir Silahdar Damat Ali Pascià, che si stava preparando alla campagna contro l'Austria. In questo periodo conobbe Nevşehirli Damat İbrahim Pascià di cui divenne amico intimo. Prese parte alla Battaglia di Petervaradino, dove l'esercito ottomano fu duramente sconfitto ed in cui morì Silahdar Damat Ali Pascià. Nonostante questo, il comportamento di Mehmed fu apprezzato e per questo motivo fu nominato Muhassıl (esattore delle tasse) di Aleppo. Sulla strada per la sua destinazione, si fermò a fare visita al suo amico Nevshehirli Ibrahim Pascià, che era governatore provinciale dell'Eyalet di Edirne, che lo nominò Kethüda. Quattro mesi dopo, nel febbraio 1717, gli fu conferito il rango di visir e fu nominato nişancı.
Per la spedizione contro l'Austria del 1717, Ahmed III voleva che qualcuno nell'esercito che potesse supportare a livello amministrativo ed incoraggiare il gran visir Hacı Halil Pascià. Individuò Nişancı Mehmet Pascià che partì per il fronte con l'esercito. Dopo la sconfitta nell'Assedio di Belgrado, l'esercito ottomano si ritirò a Niš. Hacı Halil Pascià fu ritenuto responsabile della sconfirtta e fu licenziato, bisognava nominare qualcuno per sostituirlo nel doppio incarico di Serraschiere e Gran Visir. Il sultano avrebbe voluto nominare Nevşehirli Damat İbrahim Pascià, che però aveva paura ad assumere l'incarico di gran visir in un periodo così delicato. Affermò che avrebbe potuto contribuire maggiormente al suo dovere di Visir ad Edirne raccomandando, il suo caro amico Nişancı Mehmed Pascià che era nell'armata di istanza a Niš. Il sultano lo ascoltò ed il 26 agosto 1717, nomino Nişancı Mehmed Pascià  gran visir e serraschiere. 
Nevşehirli Damat İbrahim Pascià, caimacam del gran visir durante le manovre dell'esercito al fronte nel 1718, era favorevole all'avvio di negoziati di pace con l'Austria ed aveva il consenso di Ahmed III. Ma il Gran Visir Nişancı Mehmed Pascià era contrario, quindi fu destituito il 10 maggio 1718 e Damat İbrahim Pascià fu nominato gran visir.
Dopo il suo licenziamento fu nominato seraschiere e sanjak-bey di Giannina, gli fu affidato il compito di riconquistare le fortezze di Prevesa e Dubnica, che erano state conquistate dai veneziani. Non riuscendo nell'impresa, fu nominato Sanjak-bey di Nicopoli e Trikala. Nel 1719 fu nominato governatore dell'Eyalet di Van, ma il governatore di Heraklion Köprülü Numan Pascià morì a Creta nel febbraio 1720, così Nişancı Mehmed Pascià lo sostituì.
Successivamente fu nominato beilerbei d'Egitto, rimanendo in carica per più di sei anni, tranne per un breve periodo, fino al luglio 1728. Ha perdonanto i mamemlucchi e i giannizzeri che avevano partecipato al rovesciamento di Recep Pasha, riportando pace e ordine. Nel luglio 1728 passò alla carica di governatore di Gedda. Morì non molto tempo dopo il suo arrivo, nel 1728, aveva circa sessant'anni al momento della sua morte. Fu sepolto nel cimitero di Mualla a La Mecca, le cui tombe sono state tutte distrutte dai wahhabiti nel 1925.

## Giudizio storico
Nel Nusretnâme, Silahdar Findiklili Mehmed Agha scrive che il sultano non poteva tollerare la falsa reputazione e l'arroganza di Nişancı Mehmed Pascià e che essendo contrario alla pace fu licenziato. Durante il regno di Ahmed III, Lady Mary Wortley Montagu, moglie di Lord Montegue, l'ambasciatore britannico, andò al palazzo di Nişancı Mehmet Pascià e si incontrò con sua moglie nell'harem. Nelle sue famosissime memorie inglesi scritte da Lady Wortley Montegue, dichiara che il palazzo di questo visir era senza sfarzo e che la vita del visir nell'harem era modesta.